# Монктон, Фил
Джон Филип «Фил» Монктон-Арунделл, 13-й виконт Голуэй (англ. John Philip "Phil" Monckton-Arundell, 13th Viscount Galway; род. 8 апреля 1952[…], Сен-Бонифас, Манитоба) — канадский гребец, выступавший за сборную Канады по академической гребле во второй половине 1970-х — первой половине 1980-х годов. Бронзовый призёр летних Олимпийских игр в Лос-Анджелесе, чемпион Панамериканских игр, победитель и призёр регат национального значения. Также известен как спортивный функционер.

## Биография
Фил Монктон родился 8 апреля 1952 года в Сен-Бонифасе, пригороде Виннипега, провинция Манитоба.
Занимался академической греблей в клубе «Аргонавт» в Торонто.
Первого серьёзного успеха на взрослом международном уровне добился в сезоне 1975 года, когда вошёл в основной состав канадской национальной сборной и побывал на Панамериканских играх в Мехико, откуда привёз награду золотого достоинства, выигранную в зачёте распашных четвёрок с рулевым. Также в этом сезоне выступил в восьмёрках на чемпионате мира в Ноттингеме — здесь сумел квалифицироваться лишь в утешительный финал В и расположился в итоговом протоколе соревнований на восьмой строке.
Благодаря череде удачных выступлений удостоился права защищать честь страны на домашних летних Олимпийских играх 1976 года в Монреале. В распашных четвёрках без рулевого финишировал в финале пятым.
В 1977 году в безрульных четвёрках занял пятое место на мировом первенстве в Амстердаме.
В 1979 году на Панамериканских играх в Сан-Хуане стал серебряным призёром в парных одиночках.
Рассматривался в качестве кандидата на участие в Олимпийских играх 1980 года в Москве, однако Канада вместе с несколькими другими западными странами бойкотировала эти соревнования по политическим причинам.
Вернувшись в большой спорт 1983 году, Монктон выступил на чемпионате мира в Дуйсбурге, где показал четвёртый результат в зачёте парных четвёрок.
Находясь в числе лидеров канадской национальной сборной, благополучно прошёл отбор на Олимпийские игры 1984 года в Лос-Анджелесе. На сей раз в программе парных четвёрок вместе с партнёрами по команде Майком Хьюзом, Дагом Хэмилтоном и Брюсом Фордом в финале пришёл к финишу третьим позади экипажей из Западной Германии и Австралии — тем самым завоевал бронзовую олимпийскую медаль. Вскоре по окончании этой Олимпиады принял решение завершить спортивную карьеру.
Окончил Университет Западного Онтарио. Впоследствии проявил себя как спортивный функционер, с 2004 года занимал должность вице-президента в канадской гребной федерации Rowing Canada.
30 сентября 2017 года унаследовал от своего отца Джорджа Руперта Монктона титул виконта Голуэй.